# Horn, Austria

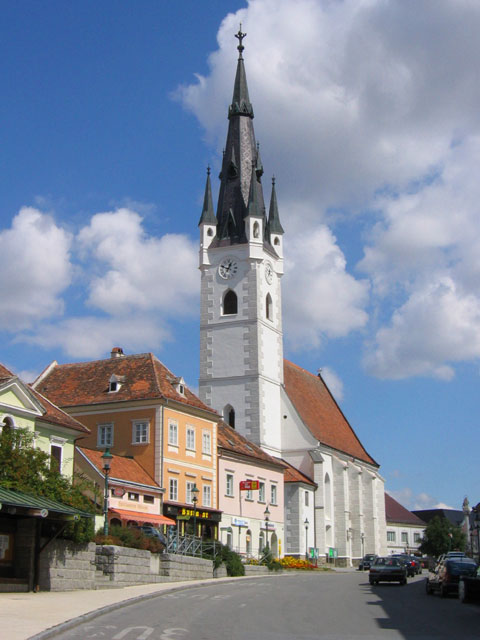
Horn (biserica Sf.Gheorghe)

Horn este un oraș în Austria (provincia Niederösterreich).